# Rojo (Giorgio Canali & Rossofuoco)
Rojo è il quarto album in studio del gruppo musicale italiano Giorgio Canali & Rossofuoco, pubblicato il 26 agosto 2011 da La Tempesta Dischi/Psicolabel.

## Descrizione
L'album è stato registrato da Francesco Felcini al Chichoi Studio di Bassano del Grappa e anticipato dall'anteprima Carmagnola #3.
Il frontman Giorgio Canali attende la rivoluzione, rimandata per troppo tempo per mancanza di coraggio e per pazienza, intanto pensa alla Rivoluzione francese ed alla Resistenza italiana. Su questo tema si basa l'intero album, connotato sulla scia del precedente, da un'atmosfera introspettiva ed oscura. Lo sguardo di Canali si rivolge alla civiltà italiana nata dopo gli anni della Resistenza e consolidata nelle interminabili lotte e nelle successive, ma ora in pericolo, anche se c'è sempre qualcosa da difendere.
Rojo descrive un processo di erosione che ha coinvolto anche quel poco da difendere: il peggio ha stravinto e quindi non ci resta che rifugiarci nel privato oppure scatenare la lotta violenta. Questi concetti sono paradossalmente espressi anche attraverso l'allegria: chi non ha nulla da perdere può, infatti, giocarsi tutto. È questa la Regola #1.

## Tracce
1. Regola #1
2. Ci sarà
3. La solita tempesta (feat. Angela Baraldi)
4. Carmagnola #3
5. Controvento
6. Morire di noja
7. Treno di mezzanotte
8. Sai dove
9. Un crepuscolo qualunque
10. Risoluzione strategica #6
11. Orfani dei cieli

## Formazione
- Giorgio Canali – voce, chitarra, armonica a bocca
- Marco Greco – chitarra
- Stewie DalCol – chitarra
- Nanni Fanelli – basso
- Luca Martelli – batteria